# TV Aichi
TV Aichi (sigla TVA, nome completo Aichi Television Broadcasting (テレビ愛知株式会社?, Terebi Aichi Kabushiki Gaisha)) è un'emittente televisiva giapponese di Nagoya, del gruppo TXN di cui fa parte anche TV Tokyo. Nata nel 1983, produce tra l'altro numerose serie anime e organizza il World Cosplay Summit annuale.

## Programmi

### Anime
Quasi tutti gli anime trasmessi su TV Aichi, sono solo stati acquisiti da altre TV, alcune di queste sono:
- Future Card Buddyfight
- Shimajiro
- Dragon Collection
- Shin Hakkenden
- Mew Mew - Amiche vincenti
- Mermaid Melody - Principesse sirene
- My Little Pony
- Majinbon
- The Avengers
- Aikatsu!
- Pokemon XY
- Naruto Shippuden
- Yowamushi Pedal
- Yo-kai Watch
- Yu-Gi-Oh! 5D's
- Fairy Tail
- Nisekoi
- Yu-Gi-Oh! Arc-V
- Sword Art Online